# シノブ (お笑いコンビ)
シノブは、吉本興業東京本社に所属する日本のお笑いコンビ。NSC東京校26期。2024年12月解散。

## メンバー
森山 社若（もりやま しゃわか、1996年9月22日 - ）（28歳）
ボケ担当。立ち位置は向かって左。
- 本名は、森山 理喜（もりやま りき）。身長186 cm、体重71 kg。血液型B型。
- 新潟県加茂市出身。日本大学生物資源科学部卒業。
- 趣味は、部屋の模様替え、銭湯巡り、特撮ヒーロー物。
- 特技は、弓道（弐段）、ガレットが焼けること、生で顔を加工することができること。
- 大学時代は落語研究会に所属し、｢シャワーカーテニスト」の名義で活動していた。現在の「社若」という芸名は、当時の名義が由来となっている。
- 2019年、同サークル内で結成された「チームガニ股ガニ」として大学お笑いの大会・NOROSHIに出場し、優勝。その際、マヂカルラブリーの村上から「思わず嫉妬した」と称賛された。
- 写真に映る際は、右手をコルナのような形にすることが多く、公式プロフィールの宣材写真でもそのポーズを取っている。

櫻井（さくらい、1994年12月19日 - ）（30歳）
ツッコミ担当。立ち位置は向かって右。
- 本名は、櫻井 脩平（さくらい しゅうへい）。身長181 cm、体重93 kg。血液型A型。
- 大阪府枚方市出身。枚方市立楠葉中学校卒業。大阪府立四條畷高等学校卒業。早稲田大学法学部中退。
- 中学・高校ではラグビー部に所属。ポジションはPR。
- 趣味は、ギャンブル全般、映画鑑賞（主にホラー映画）。
- 特技は、ホットパンツマン（ピンネタ）、外国人4割顔真似。
- 大学時代は早稲田大学のお笑いサークル「お笑い工房LUDO」に所属し、3年生の時には同サークルの幹事長を務めていた。
- 特技にも挙げている「ホットパンツマン」は在学中に生まれたピン芸（キャラクター）であり、同サークルの先輩であるカニササレアヤコは「なかやまきんに君さんと同じ系統の、ずっと笑って見ていられる、平和で明るいお笑い」と評している。また、ライブに出演した姿がロックバンド・MAN WITH A MISSIONのマネージャーの目に留まり、同バンドの配信番組に出演したことがある（#出演にて後述）。

## 来歴
大学時代、森山は日本大学生物資源科学部落語研究会に、櫻井は早稲田大学お笑い工房LUDOに所属し、大学のお笑いサークル同士の交流の場で面識があった。
在学時、両者は「プロの芸人にはならない」と考えており、森山は卒業後に就職、櫻井は2年ほどアルバイトを続けていた。
2020年頃、櫻井がNSCへの入学を決意した際、偶然森山も退職しNSCに入ると知り、櫻井から声を掛ける形でコンビを結成。
入学当初は「ペンショップ」というコンビ名を使用していたが、周囲からの不評の声を受け、コンビ名を現在の「シノブ」に改めた。｢ペンショップ」は櫻井が提案したものであり、｢シノブ」は森山が提案したものである。
2021年4月にデビューしてからは神保町よしもと漫才劇場のオーディションメンバーとして活動していたが、同年10月2日に行われた「Jimbochoサバイバルバトル」の結果を受け、同劇場の所属メンバーとなる。NSC東京26期出身の芸人が同劇場の所属メンバーになるのはこれが初めてであり、2022年6月にテキセツの街が劇場メンバーとなるまで、同期内唯一の所属メンバーであった。
2024年12月いっぱいで解散すると発表した。森山は解散と同時に吉本興業を退所しピン芸人「シャワーカーテニスト」となり、GATEへ移籍。櫻井は吉本所属のまま漫才師を目指して活動する。

## 芸風
主に漫才。森山が架空の変わった人物を演じることが多く、本人たちは「人物図鑑を作るイメージである」と述べている。
パーソナリティーを務めるラジオ（#出演にて後述）では、リスナーからどこかにいるかもしれない人物のアイデア（その人物の特徴と名前）を募集するコーナーが行われ、寄せられたアイデアを元に制作した漫才が披露された。

## 出囃子
- 高岡陽子「Shine on you｣（アドベンチャーワールドオリジナルソング）[23]

## 賞レース等での成績

### 現コンビ

#### M-1グランプリ
| 年度             | 結果      | エントリー No. | 会場                   | 日程     |
| ---------------- | --------- | -------------- | ---------------------- | -------- |
| 2020年（第16回） | 2回戦進出 | 1284           | よしもと有楽町シアター | 10月31日 |
| 2021年（第17回） | 3回戦進出 | 1534           | よしもと有楽町シアター | 11月1日  |
| 2022年（第18回） | 3回戦進出 | 1027           | よしもと有楽町シアター | 10月30日 |
| 2023年（第19回） | 2回戦進出 | 843            | 雷5656会館ときわホール | 10月24日 |
| 2024年（第20回） | 3回戦進出 | 1741           | KANDA SQUARE HALL      | 11月6日  |

#### キングオブコント
| 年度             | 結果      | 会場         | 日程   |
| ---------------- | --------- | ------------ | ------ |
| 2021年（第14回） | 1回戦敗退 | 南大塚ホール | 7月9日 |
| 2022年（第15回） | 1回戦敗退 | 南大塚ホール | 7月8日 |

#### その他
- 2023年 UNDER5 AWARD 2023 - 準決勝進出[26]
- 2024年 UNDER5 AWARD 2024 - 準決勝進出[27]

### 個人またはその他のコンビ等
森山
- 2019年 NOROSHI2019 - 優勝（日本大学生物資源科学部落語研究会「チームガニ股ガニ」として）
- 2020年 R-1ぐらんぷり2020 - 1回戦敗退（「シャワーカーテニスト」名義）
- 2021年 R-1グランプリ2021 - 1回戦敗退（「シャワーカーテニスト」名義）
- 2023年 R-1グランプリ2023 - 2回戦進出
- 2024年 R-1グランプリ2024 - 準々決勝進出（「シャワーカーテニスト」名義）

櫻井
- 2017年 第1回就活生お笑いコンテスト"Beyond-1グランプリ" - 特別賞（株式会社Terrace賞）（コンビ「アンドロメダ中学」として）
- 2018年 M-1グランプリ2018 - 2回戦進出（コンビ「アンドロメダ中学」として）
- 2019年 R-1ぐらんぷり2019 - 1回戦敗退（「ホットパンツマン」名義）
- 2019年 M-1グランプリ2019 - 2回戦進出（コンビ「アンドロメダ中学」として）
- 2023年 R-1グランプリ2023 - 1回戦敗退（「ホットパンツマン」名義）

## 出演
テレビ
- めざましテレビ（フジテレビ系列、2019年3月29日） - 森山のみ、キラビトのコーナーに出演
- サンデージャポン（TBS系列、2021年2月21日）
- メタバースプラネット（テレビ東京、2022年12月14日〈13日深夜〉） - 番組内の審査企画で合格したため、アバター作成権を獲得

ラジオ
- シノブの里（stand.fm、2021年10月2日 - 2023年5月30日） - 自主ラジオ
- 5限サボって、ネタ見せ 第2回（お笑いラジオアプリGERA、2022年5月28日） - 櫻井のみ

配信番組
- MAN WITH A MISSIONの酒場放狼記 〜狼大全集Ⅳ発売記念〜（ABEMA、2016年6月29日） - 櫻井のみ
- 疑心暗鬼大喜利バトル「滑狼」 〜ビギナーズゲート〜 NSC特別版（YouTube、2020年9月11日）
- 小杉100（YouTube、2021年8月10日）

## ライブ

### 単独ライブ
- 2022年4月27日 - シノブ初単独ライブ「壱ノ部」（神保町よしもと漫才劇場）
- 2023年4月15日 - シノブ第二回単独ライブ「弍ノ部」（神保町よしもと漫才劇場）
- 2023年4月13日 - シノブ第三回単独ライブ「参ノ部」（神保町よしもと漫才劇場）

### 主催ライブ
- 2022年5月19日 - シノブ presents 神保町よしもと漫才劇場ホットパンツマンお披露目公演（神保町よしもと漫才劇場）
  - 上記ライブ以降、「シノブ presents」と冠した主催ライブを不定期で開催[注 4]。
- シャワーカーテニストが居るピンネタ蔵（ヨシモト∞ドームII、2023年10月11日 - 2024年6月12日） - 隔月開催
- シノブ新ネタライブ「シュリケンクナイ」（池袋西口GEKIBA、2024年6月13日 - 11月15日）